# Orcynopsis
Orcynopsis is een monotypisch geslacht van straalvinnige vissen uit de familie van de Scombridae (Makrelen), orde van baarsachtigen (Perciformes).

## Soort
- Orcynopsis unicolor Geoffroy Saint-Hilaire, 1817 – Ongestreepte bonito